# Pararhytiphora nigrosparsa
Pararhytiphora nigrosparsa là một loài bọ cánh cứng trong họ Cerambycidae.